# جين ألفورد
جين ألفورد (بالإنجليزية: Gene Alford)‏ هو لاعب كرة قدم أمريكية أمريكي، ولد في 3 أبريل 1905 في رايزنغ ستار في الولايات المتحدة، وتوفي في 1 ديسمبر 1975.